# 切法盧主教座堂

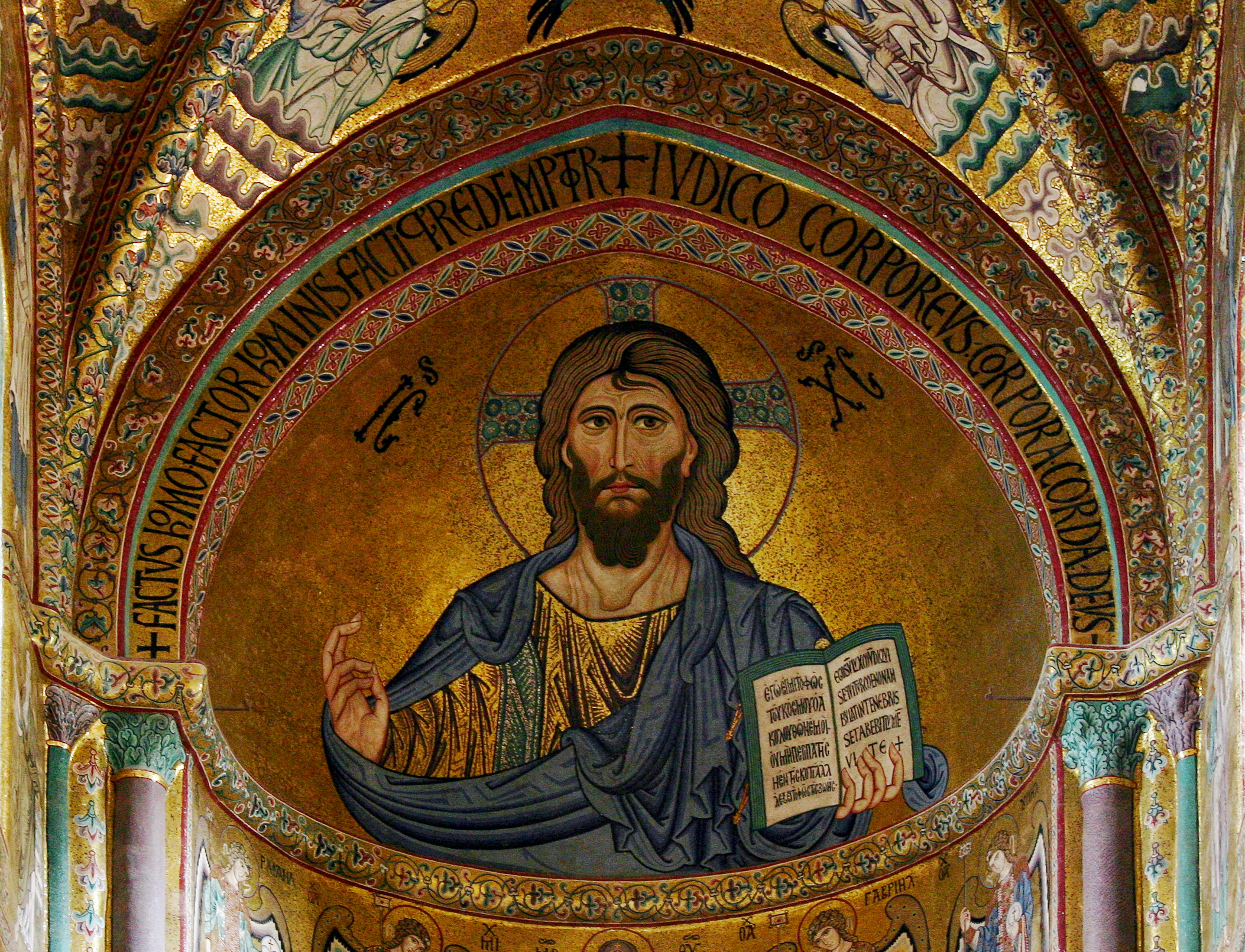
基督普世君王（Christ Pantokrator）馬賽克鑲嵌畫

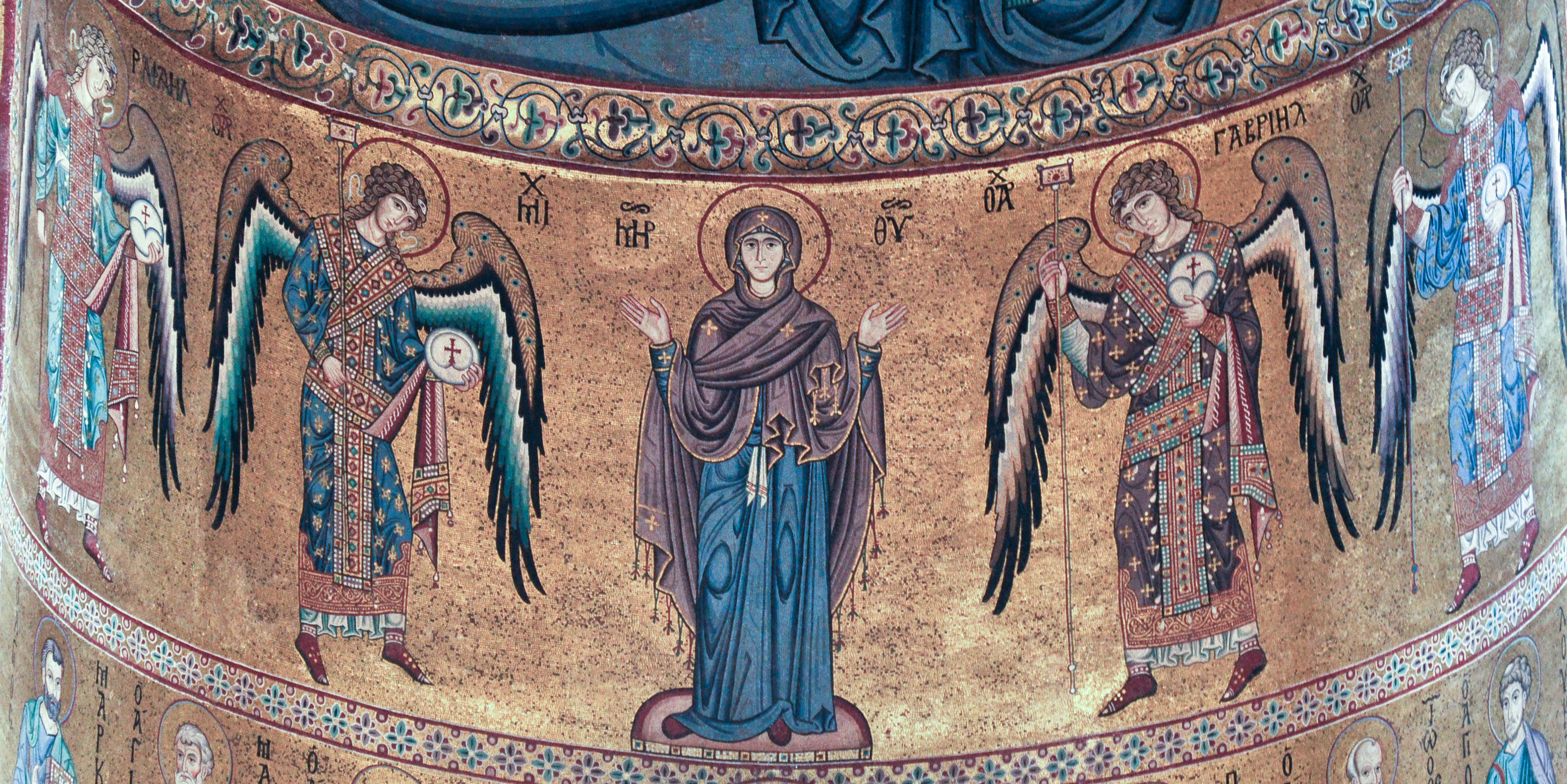
聖母瑪利亞與四大天使長

切法盧主教座堂（義大利語：Duomo di Cefalù）是位於義大利西西里島切法盧的一座羅馬天主教的教堂。大教堂建設於1131年，外觀呈現諾曼式建築的風格。西西里島在1091年就已經被諾曼人佔領。切法盧大教堂不僅建築本身頗具代表性，教堂內的馬賽克等藝術品也具有很高價值。

## 外部連結
- Chronology （意大利文）
- CENOBIUM - A Project for the Multimedia Representation of Romanesque Cloister Capitals in the Mediterranean Region（页面存档备份，存于）